# Bernard Fiorentino
Bernard Fiorentino, dit Fio Fio, né le 4 mars 1943 à Dem El Begrat en Algérie, est un pilote automobile de rallye professionnel français.

## Biographie
Il commence la compétition automobile en 1964 sur une monoplace, lors du Volant Shell organisé par l'École Windfield implantée à Magny-Cours. L'année suivante il devient copilote de rallye et dans la foulée pilote, sur Renault 8 Gordini.
Rattaché à partir de la mi-1968 au tout nouveau service compétition de la marque Simca, il remporte plusieurs épreuves rallystiques entre 1971 et 1973. Pilote d'essai et metteur au point, il est une pièce maîtresse dans l'élaboration du Simca CG Proto Mc, véhicule avec lequel il dispute les têtes de course face aux Alpines A110 d'Andruet, Darniche, Thérier, et autre Nicolas. Il participe au développement de plusieurs voitures : Simca CG proto MC spider amélioré et coupé court (la camionnette), Simca 1000 Rallye 3... et même pour la Talbot Chrysler Sunbeam Lotus (en collaboration avec Tony Pond, championne du monde des constructeurs en 1981 grâce à Guy Fréquelin). Il prend la tête du service compétition de Talbot-Simca en 1978, alors même que PSA Peugeot Citroën rachète Chrysler France en août 1978 et recréé la marque Talbot en juillet 1979.
En WRC, il participe à 3 courses entre 1973 et 1976 (rallyes de Monte-Carlo, de Finlande, et de Suède).

## Palmarès

### Titres
- Champion de France des circuits, catégorie moins de 1 600 cm3 : 1977, sur Simca Chrysler (Sunbeam UK)  Avenger 1600 (3 victoires : Nîmes Ledenon, le Castellet et Montlhéry) ;
- Vice-champion de France des rallyes : 1971, copilote Maurice Gélin, sur Simca CG proto MC Coupé 2.2 du Groupe 5 ;
  - 3e du championnat de France des rallyes : 1973, copilote Maurice Gélin, sur Simca CG proto MC Coupé 2.2 du Groupe 5 ;

### Victoires internationales
- Vainqueur du Groupe 1 au rallye Monte-Carlo : 1972, copilote Maurice Gélin, sur Simca 1100 Spécial (16e au général - CIM) ;
- Vainqueur de classe 1 300 cm3 au rallye Monte-Carlo : 1973, copilote Maurice Gélin, sur Simca Rallye 2 Groupe 2 PAM PAM (21e au général - WRC) ;

### Victoires en championnat de France des rallyes
- Rallye des Routes du Nord : 1971, copilote Maurice Gélin, sur Simca (Chrysler) CG proto MC coupé 2.2 à moteur central Matra du Groupe 5 ;
- Critérium Neige et Glace : 1971, copilote Maurice Gélin, sur Simca CG proto MC coupé ;
- Rallye de l'Ouest : 1971, copilote Maurice Gélin, sur Simca CG proto MC coupé ;
- Critérium (puis Ronde) de Touraine : 1971, copilote Maurice Gélin, sur Simca CG proto MC coupé, et 1973, copilote Maurice gélin, sur Simca CG proto MC coupé ;
- Rallye Vercors-Vivarais : 1971, copilote Maurice Gélin, sur Simca CG proto MC coupé, 1972, copilote Maurice gélin, sur Simca CG proto MC spider, et 1973, copilote Maurice gélin, sur Simca CG proto MC coupé court ;
- Rallye du Mont-Blanc : 1971, copilote Maurice Gélin, sur Simca CG proto MC coupé, et 1973, copilote Maurice gélin, sur Simca CG proto MC coupé court ;
- Ronde Cévenole : 1971, copilote Maurice Gélin, sur Simca CG proto MC spider (épreuve dont il détient toujours le record absolu de la montée) ;
- Rallye Lyon-Charbonnières : 1973, copilote Maurice Gélin, sur Simca CG proto MC coupé ;
- Critérium Alpin : 1973, copilote Maurice Gélin, sur Simca CG proto MC spider ;
- Rallye Bayonne - Côte Basque : 1973, copilote Maurice Gélin, sur Simca CG proto MC coupé court ;
- Rallye du Var : 1973, copilote Maurice Gélin, sur Simca CG proto MC coupé court.

### Podiums en championnat de France des rallyes
- 2e du rallye de Lorraine : 1967 (sur Alpine A110 1300) ;
- 2e de la ronde des Maures : 1969 (sur Simca proto 1200XC coupé) ;
- 2e de la ronde Cévenole : 1970 (sur Simca CG proto MC 1500 coupé) ;
- 2e du rallye du Mont-Blanc : 1970 (sur Simca CG proto MC 1500 coupé), 1972 (sur Simca CG proto MC 2200 spider) ;
- 2e du critérium des Cévennes : 1970 (sur Simca CG proto MC 2200), 1971 (sur Simca CG proto MC 2200 spider) ;
- 2e du rallye du Touquet : 1971 (sur Simca CG proto MC 2200 coupé) ;
- 2e du rallye neige et glace : 1972 (sur Simca CG proto MC 2200 coupé) ;
- 2e du tour de Corse : 1972 (sur Simca CG proto MC 2200 spider) ;
- 3e du rallye de Lorraine : 1968 (sur Renault 8 Gordini).

### Podium international
- 2e du rallye d'Espagne : 1971, copilote Maurice Gélin, sur Simca CG proto MC spider.